# Ip Man 4 - The Finale
Ip Man 4 - The Finale (Yip Man 4) è un film del 2019 diretto da Wilson Yip.
È il quarto e ultimo capitolo della serie di film di arti marziali Ip Man, basata sulla vita del maestro di Wing Chun Yip Man, interpretato da Donnie Yen.
Yip Man fu maestro di Bruce Lee dal '54 al '57, l'anno di ambientazione è il 1964.

## Trama
1964. Ip Man scopre di avere un cancro alla gola causato dal fumo. Quando suo figlio Ip Ching, un adolescente ribelle, viene cacciato da scuola dopo una lite con un suo compagno, il maestro decide di accettare l'invito di Bruce Lee e recarsi negli Stati Uniti, nel tentativo di trovare al figlio una nuova scuola e garantirgli una vita migliore rispetto a quella di Hong Kong; Dopo una lite nella quale Ip schiaffeggia il figlio, il maestro decide di affidarlo all'amico Fat Po.
Ma a San Francisco la situazione è molto più complicata del previsto: il suo ex allievo Bruce ha sconvolto la comunità locale di arti marziali aprendo una scuola di Wing Chun e ha richiesto la sua presenza per placare le tensioni tra i maestri locali, infastiditi dall'attività del giovane Lee: tra le altre cose, oltre ad aprire illegalmente una scuola d'arti marziali, Lee ha insegnato arti marziali a gente non cinese, e scritto un libro di arti marziali in lingua inglese. L'anziano maestro si troverà presto a doversi scontrare non solo con un atteggiamento razzista nei confronti della sua gente, ma anche con la stessa comunità cinese, turbata dal tentativo di Lee di far conoscere le arti marziali cinesi agli occidentali. Quanto al figlio Ching, Liang Gen, reporter e amico di Ip, afferma che, essendo egli uno straniero, il ragazzo deve possedere una lettera dall'Associazione Benevola Consolidata Cinese per entrare in una scuola statunitense; il capo esecutivo dell'associazione Wan Zhong-hua rifiuta di scrivere la lettera in quanto Ip è indifferente alle azioni di Lee, mentre gli altri gran maestri protestano apertamente.
Mentre esce da scuola dopo un incontro col preside, Ip vede Yonah, figlia adolescente di Wan, che subisce le angherie razziste della cheerleader Becky, sua compagna di scuola, e dei di lei compagni; Ip salva Yonah e la porta a casa: il padre la sgrida per essersi fatta coinvolgere in una lotta, anche se Ip afferma che si stava difendendo. Wan spiega a Ip che, essendo egli uno straniero, non comprende che i bianchi statunitensi insultano i cinesi ad ogni occasione; poi, quando Ip se ne sta andando, Wan lo incolpa per aver usato sua figlia soltanto per prendere la lettera e lo sfida a un combattimento. Il duello è però interrotto da un terremoto, e Wan rimanda la sfida al festival di metà autunno, ma Ip rifiuta, affermando di aver accompagnato Yonah a casa per sicurezza, e se ne va.
Nel frattempo, Becky mente ai genitori, dichiarando che Yonah l'ha attaccata: istigato dalla moglie, il padre Andrew Walters, funzionario dell'Ufficio Immigrazione, dichiara responsabile l'Associazione e fa deportare tutti gli immigrati legali associati a essa, tra cui anche Wan. Intanto, Hartman Wu, sergente dei marine statunitensi e studente di Lee, tenta di convincere il suo commilitone Barton Geddes a tornare alla base, dove le arti marziali cinesi andrebbero incorporate nel loro addestramento a mani nude, soprattutto il Wing Chun, utile in tal campo; ma Geddes, razzista dichiarato, costringe Hartman a combattere Colin Frater, istruttore di karate dei Marines, il quale batte facilmente il compagno. Hartman riesce però a convincere l'ufficiale comandante dell'unità del potenziale del kung fu, e ottiene il permesso di filmare il festival di metà autunno a scopo di ricerca. Furibondo, Geddes incarica Frater di dirigersi al festival e sfidare i gran maestri; lo statunitense ne batte tre, ma viene poi malamente battuto da Ip. Venuto a sapere della cosa, Geddes irrompe nella sede dell'Associazione e batte a mani nude tutti i gran maestri ivi presenti, quindi costringe Walters a lasciare Wan in custodia dai Marine, dove l'altro verrà portato in un campo e costretto a combatterlo. A causa di una soffiata di Walters e un altro studente di Lee, Ip e Gen aiutano l'Associazione a evacuare prima che l'Ufficio Immigrazione irrompa nella sede, e Lee accoglie ogni suo membro, guadagnandosi il loro rispetto.
Al campo, Wan combatte contro Geddes, e dopo un iniziale vantaggio viene battuto e, rimasto gravemente ferito, finisce all'ospedale. Quando Fat Po riceve notizia del cancro che affligge Ip, chiama immediatamente il di lui figlio Ching perché parli con suo padre; nonostante inizialmente rifiuti, Ching alla fine accetta: al cospetto del figlio, Ip chiede scusa al figlio per il litigio, e promette di insegnargli il kung fu al ritorno. Hartman porta dunque Ip ai Marines, e il maestro sconfigge Geddes dopo una lotta dura e sanguinosa.
Wan prepara dunque la lettera a Ip, ma questi rifiuta, volendo andarsene via dagli Stati Uniti. Il maestro ritorna a Hong Kong, e come stabilito nei patti istruisce il figlio alle arti marziali; Ching filma il padre mentre questi dà dimostrazione del suo Wing Chun con un fantoccio di legno.
Nell'epilogo, si vede Lee che si ferma alla tomba di Ip durante il di lui funerale; Ip è infatti morto del cancro nel 1972 all'età di 79 anni. Dal 2001, i Marines hanno ufficialmente incorporato le arti marziali cinesi nel loro addestramento, grazie all'influenza dei loro insegnamenti.

## Produzione
Il 30 settembre del 2016, Donnie Yen (il quale interpreta il grande maestro Ip Man del Wing Chun  nei precedenti tre film) ha annunciato che lui e il regista della serie, Wilson Yip, avrebbero girato un quarto film. Anche lo scrittore Edmond Wong avrebbe partecipato al film, come nei precedenti. Il produttore Raymond Wong ha affermato di aver pagato l'attore principale Donnie Yen "una notevole quantità di soldi" per partecipare nel quarto film. La lavorazione è iniziata nell'aprile del 2018, e terminata a luglio. Il film è stato girato in varie location come in Cina, e a Preston nel Lancashire.. Il film è stato realizzato con un budget di 52 milioni di dollari.

## Distribuzione
Ip Man 4 - The Finale è stato distribuito dal 20 dicembre 2019.Inizialmente la pellicola doveva essere distribuita nelle sale cinematografiche in Italia nel 2021 da Tucker Film. Tuttavia, nonostante i piani originari del distributore, alla fine il film è arrivato direttamente sul piccolo schermo, venendo trasmesso da Rai 4 il 30 aprile 2021 nel corso della maratona settimanale "Missione Oriente". Successivamente il film è stato distribuito il 9 dicembre 2021 da Cecchi Gori Home video in DVD e Blu-ray Disc.

## Riconoscimenti
- 2019 - Macao International Movie Festival
  - Miglior film a Wilson Yip
- 2020 - China Movie Heroes Awards
  - Miglior coreografie action a Yuen Woo-ping
- 2020 - Huading Film Awards
  - Miglior attore non protagonista a Danny Chan Kwok-kwan
  - Nomination Miglior film a Wilson Yip
- 2020 - Guangzhou Student Film Festival
  - Nomination Miglior attore a Donnie Yen
  - Nomination Miglior attore non protagonista a Yue Wu
- 2020 - Chinese American Film Festival (C.A.F.F.)
  - Miglior attore a Donnie Yen
  - Miglior attore non protagonista a Yue Wu
  - Miglior regia a Wilson Yip
  - Miglior produttore a Dong Yu, Donnie Yen, Wilson Yip, Raymond Wong
- 2020 - Hong Kong Film Awards
  - Miglior coreografie action a Yuen Woo-ping
  - Miglior montaggio a Cheung Ka-fai
  - Miglior Sound Designer a Yiu Chun-hin
  - Nomination Miglior regia a Wilson Yip
  - Nomination Miglior fotografia a Cheung Siu-keung
  - Nomination Miglior direzione artistica a Mak Kwok-keung
  - Nomination Miglior truccatore/costumista a Lee Pik-kwan
  - Nomination Miglior colonna sonora a Kenji Kawai